# چین‌نامه
چین‌نامه، با نام اصلی در باب سفر تبلیغی مسیحی در میان چینیان، (لاتین: De Christiana expeditione apud Sinas) سفرنامهٔ چینِ ماتئو ریتچی است که پنج سال پس از مرگش به ترجمهٔ لاتین نیکلاس تریگولت منتشر و به پل پنجم اهدا شد. نظریه ریتچی چنین بود که می‌شود از شباهت کنفسیوس‌گرایی و مسیحیت برای گسترش مسیحیت در چین بهره برد. مبلّغان یسوعی این فکر را تا صد سال پس از او سرلوحه کارشان قرار دادند.
غیر از مسائل تبلیغاتی مذهبی، این کتاب در اروپا پرفروش هم شد و ترجمه‌هایش به چندین زبان منتشر شد.

## اصل متن
اصل نوشتهٔ ایتالیایی ریتچی تا قرن بیستم میلادی منتشر نشد. سال ۱۹۱۱ و ۱۹۱۳ مجموعه آثار ریتچی منتشر شد و این متن با نام Commentarj della Cina در این مجموعه آمد.

## تراجم
این کتاب به زبان‌های مختلفی ترجمه شده، از جمله به فارسی، با عنوانِ «چین‌نامه»، به قلم محمد زمان.